# Helmert van der Flier
Helmert Richard van der Flier, (Baarn, 26 november 1827 - aldaar, 5 juni 1899), was een kunstschilder uit Baarn.
Helmert (ook wel Helmerd) was de zoon van Riekert van der Flier (1798-1865) en Aaltje Karssen (1786 - voor 1857) en had een zuster. Hij huwde op 5 oktober 1859 in Utrecht met Elisabeth Clara Geertruida Schrader (1828-1912) met wie hij twee kinderen kreeg. Het gezin woonde in Baarn aan de Schapendrift (de tegenwoordige Kerkstraat). Hij zou zijn hele leven in Baarn wonen en werken in zijn huis tegenover de Sint Nicolaaskerk. Achter zijn huis was een heuvel gemaakt zodat hij de schapen kon bestuderen en schetsen. Het huis zou in 1922 worden afgebroken bij de bouw van de nieuw gebouwde Bonifaciusschool.
Nadat hij was opgeleid voor huisschilder legde hij zich toe op het decoratieschilderen. Hij kreeg hiervoor lessen bij de Hilversumse veeschilder James de Rijk. Nadat hij zich eerst schilderde in de geest van de romantische school werd zijn werk later meer impressionistisch en toonde het verwantschap met werk uit de Larense en Haagse school.

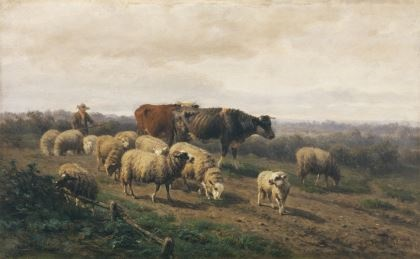
Schaapherder met vee

De onderwerpen vond hij veel in zijn omgeving. Veel van zijn onderwerpen vond hij in zijn omgeving op de heide- en zandgronden. 
Van der Flier schilderde meest landschappen en veestukken. Doordat hij veel schapenstukken maakte werd hij ook wel de schapenschilder genoemd. 
Hij was lid van de Maatschappij Arti et Amicitiae in Amsterdam, waar zijn werk regelmatig werd geëxposeerd, evenals bij "Pulchri" in Den Haag. Arti zond in 1876 werk van Van der Flier in naar de wereldtentoonstelling in Philadelphia. In Parijs deed hij mee aan de jaarlijkse expositie van "de salon". In 1895 en 1948 was zijn werk te zien op een tentoonstelling in het Stedelijk Museum van Amsterdam. In 1987 organiseerde de Historische Kring Baerne een tentoonstelling over zijn werk. 
Zijn werk Aan de Molensteeg werd aangekocht door het Stedelijk Museum Amsterdam. Ook Museum Boijmans Van Beuningen in Rotterdam en de Historische Kring Baerne bezitten werk van zijn hand. 
Helmert was sinds 1881 raadslid in Baarn. Nadat hij door een beroerte was getroffen kon hij alleen nog met zijn linkerhand schilderen. Hij werd begraven op de Oude Begraafplaats aan de Berkenweg in Baarn.